# Estelle Bennett
Estelle Bennett (22 de julio de 1941 –  11 de febrero de 2009) fue una cantante estadounidense, conocida por haber formado parte del girl group The Ronettes, junto a su hermana Ronnie Spector y su prima Nedra Talley.

## Inicios
Bennett y su hermana Verónica (posteriormente conocida como Ronnie Spector) crecieron en Nueva York. Hijas de padre de origen irlandés y madre afroamericana con sangre Cherokee, de niñas sufrieron acoso escolar debido a su apariencia racial. Estelle estudió en la George Washington High School en Manhattan y más tarde, debido a su interés por la moda, en el Manhattan's Fashion Institute of Technology.

## Carrera artística

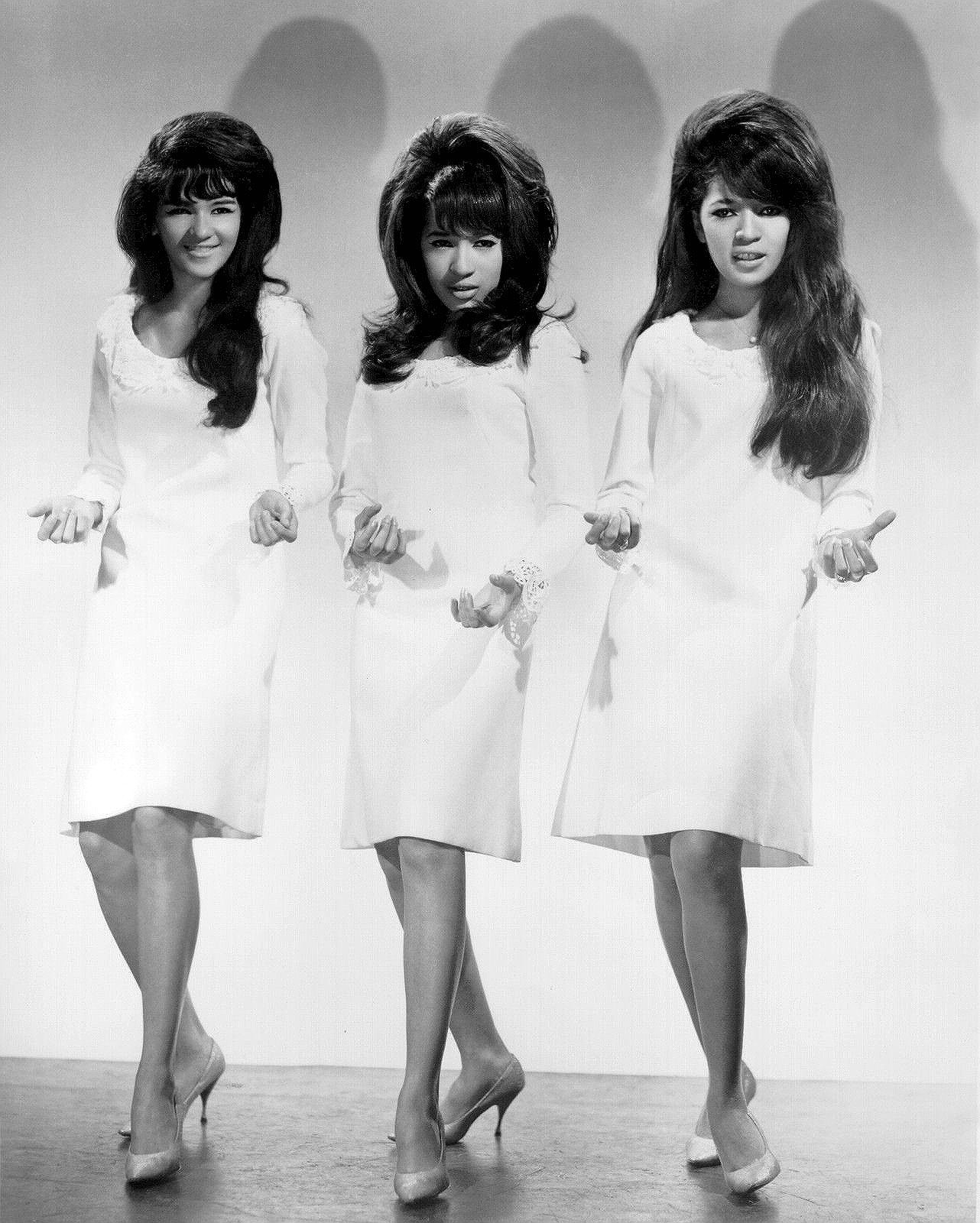
Las Ronettes

Estelle comenzó su carrera musical junto a su hermana y su prima. Con catorce años formaron el embrión de lo que más tarde serían The Ronettes. Tras un breve paso por Colpix Records, el trío, compuesto por su hermana Ronnie como vocalista principal y por ella y su prima Nedra como coristas, firmó en 1963 con el productor Phil Spector. El grupo tuvo una corta pero intensa carrera, triunfando con temas como "Be My Baby" o "Baby, I Love You". 
Tras la ruptura del grupo en 1966, Bennett grabó un sencillo para Laurie Records, "The Year 2000/The Naked Boy" y se retiró del mundo de la música. Aunque en 1969 grabó junto a su hermana los coros para el tema "Earth Blues", de Jimi Hendrix, incluido en el álbum Rainbow Bridge. En 2007, cuando el grupo fue incluido en el Salón de la Fama del Rock and Roll, debido a su delicado estado de salud no pudo actuar junto a sus compañeras, solo pronunció unas breves frases durante su discurso de aceptación, "Me gustaría simplemente decir, muchas gracias por darnos este premio. Soy Estelle de las Ronettes, gracias ". Sin embargo, regresó al escenario para una última reverencia con el resto de las Ronettes después de la interpretación de "Be My Baby".

## Vida personal y muerte
Bennett se casó con el road mánager del grupo, Joe Dong y tuvieron una hija, Toyin. Durante sus años de estrellato fue frecuentemente relacionada con artistas como Mick Jagger, George Harrison, Johnny Mathis y George Hamilton. Sin embargo, en los siguientes años su salud mental se fue deteriorando poco a poco. Según los informes psiquiátricos, tuvo períodos de falta de vivienda, durante los cuales se acercaba a extraños en las calles de Nueva York, diciéndole a la gente que estaría cantando con las Ronettes en un club de jazz.
Bennett falleció de un cáncer colorrectal a los 67 años de edad en Englewood (Nueva Jersey). Su cuerpo fue encontrado el 11 de febrero de 2009. Una semana después de su muerte, se reveló que Estelle sufría anorexia nerviosa y esquizofrenia desde la ruptura de la banda.